# Starnoenas cyanocephala
La paloma perdiz cubana o paloma perdiz (Starnoenas cyanocephala) es una especie de ave columbiforme de la familia Columbidae endémica de Cuba. Es la única especie de su género Starnoenas. Es una de las dos palomas más vistosas de Cuba, la otra es Geotrygon caniceps (camao).

## Nombres
El término Starnoenas, del griego starna «perdiz» y oenas «paloma», coincidente con su nombre común, se refiere a su parecido en el rostro rayado y en el vuelo aparatoso a las perdices; y cyanocephala en griego significa «de cabeza azul». En el idioma taíno se la llamaba camá. 

## Distribución
La especie está presente en los bosques densos con pocas herbáceas en Guanahacabibes, La Güira y la península de Zapata. Existe en otros lugares del país con estos bosques, pero resulta poco común. En Isla de la Juventud está casi extirpada.

## Descripción
Starnoenas cyanocephala mide cerca de 30 cm de largo. Tiene la parte superior de la cabeza de color azul metálico, que limita con una banda negra al nivel de los ojos, que se estrecha hacia el frente. A esta le sigue por debajo una banda blanca que parte de la barba y termina en la nuca. A modo de pechera tiene en la garganta una mancha negra que hacia los laterales se va moteando de azul que se vuelve el color predominante en los flancos de la garganta. Por abajo la mancha negra está orillada de blanco. El resto del cuerpo es de color castaño. Más oscuro en el dorso con un ligero tono verdoso. Más pálido abajo, con tendencia al castaño-rojizo y con algunas iridiscencias moradas hacia el pecho, y hacia el castaño-amarillento del vientre hacia atrás. Las plumas remeras son más oscuras con las orillas amarillentas y en la cola las rectrices también son más oscuras. El pico es en la base rojo claro y en la punta azul-grisáceo. El Iris del ojo es pardo oscuro. Las patas son rosadas. En los juveniles la cabeza es menos azul, con las plumas con puntas oscuras y en la garganta más plumas blancas. El pico es más oscuro
La voz de la paloma perdiz es un “uuu-up”, larga la primera parte y muy corta y fuerte la segunda, repetido cada 2 segundos en prolongadas series. Andan en parejas, preferentemente caminando lentamente por el suelo. Van con la cabeza gacha y la cola levantada. Se alimentan de frutos, semillas y moluscos pequeños que buscan entre la hojarasca. Le gustan mucho las semillas de naranja.

## Nidos
Anidan de abril a junio en el suelo o cerca. Hacen un nido sencillo de ramitas protegido en hoyos entre raíces de los árboles o sobre bromeliáceas. Ponen dos huevos que miden aproximadamente 3,6 cm de largo por 2,8 cm de ancho.

## Ave amenazada
Es una especie que se considera vulnerable y rara. A la llegada de Colón parece haber sido muy abundante según las crónicas de la época. Pero con la deforestación tan intensa que se extendió con la industria azucarera y la plantación de caña, los bosques densos se fueron haciendo cada vez más escasos y con ellos la paloma perdiz. Además es una especie codiciada por los cazadores furtivos que aprecian su carne y la hacen aún más escasa. Como todas las aves que anidan en el suelo, es afectada por la presencia de mamíferos introducidos (cerdo, gato, perro, mangosta y ratas).

## Acciones para la conservación
Los sitios donde más abunda son parques naturales del Sistema Nacional de Áreas Protegidas. Su caza está prohibida.
Puede ser criada en cautiverio.